# Sommer-Paralympics 2016/Teilnehmer (Japan)
| stlisierte Goldmedaille | stlisierte Silbermedaille | stlisierte Bronzemedaille |
| ----------------------- | ------------------------- | ------------------------- |
| —                       | 10                        | 14                        |

Japan entsandte 46 Athletinnen und 86 Athleten zu den Paralympischen Sommerspielen 2016 in Rio de Janeiro, die in 17 Sportarten antraten. Fahnenträgerin für Japan bei der Eröffnungsfeier war die Rollstuhltennisspielerin Yui Kamiji.

## Medaillen

### Medaillenspiegel
| Rang   | Sportart          | Gold | Silber | Bronze | Gesamt |
| ------ | ----------------- | ---- | ------ | ------ | ------ |
| 1      | Leichtathletik    | 0    | 4      | 3      | 7      |
| 2      | Schwimmen         | 0    | 2      | 5      | 7      |
| 3      | Radsport (Straße) | 0    | 2      | 0      | 2      |
| 4      | Judo              | 0    | 1      | 3      | 4      |
| 5      | Boccia            | 0    | 1      | 0      | 1      |
| 6      | Rollstuhltennis   | 0    | 0      | 2      | 2      |
| 7      | Rollstuhlrugby    | 0    | 0      | 1      | 1      |
| Gesamt | Gesamt            | 0    | 10     | 14     | 24     |

## Teilnehmer nach Sportart

### Boccia
| Mixed                                                          |            |                        |      |   |   |                     |               |               |               |               |               |   |
| Takayuki Hirose                                                | Einzel BC2 | Kwok H. Y.             | 9:0  | 2 | 1 | W. Vongsa           | 1:6           | ausgeschieden | ausgeschieden | ausgeschieden | ausgeschieden | 5 |
| Takayuki Hirose                                                | Einzel BC2 | R. Mezik               | 4:2  | 2 | 1 | W. Vongsa           | 1:6           | ausgeschieden | ausgeschieden | ausgeschieden | ausgeschieden | 5 |
| Hidetaka Sugimura                                              | Einzel BC2 | B. Meints              | 7:1  | 2 | 1 | Jeong S.-y.         | 5:5*          | ausgeschieden | ausgeschieden | ausgeschieden | ausgeschieden | 5 |
| Hidetaka Sugimura                                              | Einzel BC2 | D. Oseguera            | 6:1  | 2 | 1 | Jeong S.-y.         | 5:5*          | ausgeschieden | ausgeschieden | ausgeschieden | ausgeschieden | 5 |
| Kazuki Takahashi                                               | Einzel BC3 | M. Peixoto             | 4:2  | 1 | 2 | ausgeschieden       | ausgeschieden | ausgeschieden | ausgeschieden | ausgeschieden | ausgeschieden | 9 |
| Kazuki Takahashi                                               | Einzel BC3 | P. Wilson              | 3:5  | 1 | 2 | ausgeschieden       | ausgeschieden | ausgeschieden | ausgeschieden | ausgeschieden | ausgeschieden | 9 |
| Takayuki Hirose Takayuki Kitani Hidetaka Sugimura Yuriko Fujii | Team BC1/2 | Niederlande            | 6:3  | 2 | 1 | Volksrepublik China | 5*:5          | Portugal      | 8:4           | Thailand      | 4:9           |   |
| Takayuki Hirose Takayuki Kitani Hidetaka Sugimura Yuriko Fujii | Team BC1/2 | Vereinigtes Königreich | 10:4 | 2 | 1 | Volksrepublik China | 5*:5          | Portugal      | 8:4           | Thailand      | 4:9           |   |

### Bogenschießen
| Athleten         | Wettbewerb   | Qualifikation | Qualifikation | 1. Runde          | 1. Runde | Achtelfinale   | Achtelfinale  | Viertelfinale | Viertelfinale | Halbfinale    | Halbfinale    | Finale        | Finale        | Rang |
| Athleten         | Wettbewerb   | Ringe         | Rang          | Gegner            | Ergebnis | Gegner         | Ergebnis      | Gegner        | Ergebnis      | Gegner        | Ergebnis      | Gegner        | Ergebnis      | Rang |
| ---------------- | ------------ | ------------- | ------------- | ----------------- | -------- | -------------- | ------------- | ------------- | ------------- | ------------- | ------------- | ------------- | ------------- | ---- |
| Männer           |              |               |               |                   |          |                |               |               |               |               |               |               |               |      |
| Tomohiro Ueyama  | Recurve Open | 628           | 4             | G. Gomez Perdomo  | 6:0      | B. Dambadondog | 6:4           | G. Rahimi     | 2:6           | ausgeschieden | ausgeschieden | ausgeschieden | ausgeschieden | 5    |
| Kimimasa Onodera | Recurve Open | 581           | 18            | Alessandro Erario | 0:6      | ausgeschieden  | ausgeschieden | ausgeschieden | ausgeschieden | ausgeschieden | ausgeschieden | ausgeschieden | ausgeschieden | 17   |
| Frauen           |              |               |               |                   |          |                |               |               |               |               |               |               |               |      |
| Nako Hirasawa    | Recurve Open | 624           | 14            | —                 | —        | J. Gogel       | 131:140       | ausgeschieden | ausgeschieden | ausgeschieden | ausgeschieden | ausgeschieden | ausgeschieden | 9    |

### Goalball
| Wettbewerb    | Frauen                                                                       |
| ------------- | ---------------------------------------------------------------------------- |
| Athleten      | Yuki Temma Akiko Adachi Eiko Kakehata Masae Komiya Rie Urata Haruka Wakasugi |
| Gruppenphase  | Israel (1:1) Brasilien (2:1) Vereinigte Staaten (3:5) Algerien (7:1)         |
| Viertelfinale | Volksrepublik China (3:5)                                                    |
| Halbfinale    | ausgeschieden                                                                |
| Rang          | 5                                                                            |

### Judo
| Athleten          | Wettbewerb         | 1. Runde           | 1. Runde | 1. Hoffnungsrunde | 1. Hoffnungsrunde | Viertelfinale  | Viertelfinale | 2. Hoffnungsrunde | 2. Hoffnungsrunde | Halbfinale     | Halbfinale    | Kampf um Gold/Bronze | Kampf um Gold/Bronze | Rang |
| Athleten          | Wettbewerb         | Gegner             | Erg.     | Gegner            | Erg.              | Gegner         | Erg.          | Gegner            | Erg.              | Gegner         | Erg.          | Gegner               | Erg.                 | Rang |
| ----------------- | ------------------ | ------------------ | -------- | ----------------- | ----------------- | -------------- | ------------- | ----------------- | ----------------- | -------------- | ------------- | -------------------- | -------------------- | ---- |
| Männer            |                    |                    |          |                   |                   |                |               |                   |                   |                |               |                      |                      |      |
| Makoto Hirose     | Klasse bis 60 kg   | —                  | —        | —                 | —                 | U. Bolormaa    | 101:2         | —                 | —                 | F. Bologa      | 100:0         | S. Namozov           | 0:100                |      |
| Satoshi Fujimoto  | Klasse bis 66 kg   | L. Gavilan Lorenzo | 100:0    | —                 | —                 | Park J.-s.     | 110:0         | —                 | —                 | B. Mustafayev  | 0:100         | O. Bareikis          | 0:03                 |      |
| Aramitsu Kitazono | Klasse bis 73 kg   | K. Orynbassar      | 003:0    | —                 | —                 | D. Solovey     | 0:102         | M. Meskine        | 100:0             | —              | —             | N. Kornhaß           | 0:110                | 5    |
| Haruka Hirose     | Klasse bis 90 kg   | J. Hierrezuelo     | 0:001    | S. Ingram         | 0:100             | ausgeschieden  | ausgeschieden | ausgeschieden     | ausgeschieden     | ausgeschieden  | ausgeschieden | ausgeschieden        | ausgeschieden        | 9    |
| Kento Masaki      | Klasse über 100 kg | D. Hayran          | 100:0    | —                 | —                 | J. Hodgson     | 101:0         | —                 | —                 | A. Tulendibaev | 0:100         | H. Nadri             | 100:0                |      |
| Frauen            |                    |                    |          |                   |                   |                |               |                   |                   |                |               |                      |                      |      |
| Shizuka Hangai    | Klasse bis 48 kg   | —                  | —        | —                 | —                 | Li L.          | 0:100         | P. Gomez Martinez | 0:01              | —              | —             | Y. Halinska          | 0:001                | 5    |
| Ayumi Ishii       | Klasse bis 52 kg   | —                  | —        | —                 | —                 | S. Salaeva     | 0:100         | M. Ferreira       | 0:001             | —              | —             | ausgeschieden        | ausgeschieden        | 7    |
| Junko Hirose      | Klasse bis 57 kg   | —                  | —        | —                 | —                 | S. Abdullayeva | 100:0         | —                 | —                 | L. Araujo      | 0:100         | M. Merenciano        | 101:0                |      |
| Mayumi Yoneda     | Klasse bis 63 kg   | —                  | —        | —                 | —                 | I. Husieva     | 0:100         | Zhou T.           | 0:110             | —              | —             | ausgeschieden        | ausgeschieden        | 7    |

### Leichtathletik
Laufen
| Athleten                                                | Wettbewerb       | Vorlauf      | Vorlauf | Halbfinale    | Halbfinale    | Finale        | Finale        | Rang |
| Athleten                                                | Wettbewerb       | Zeit         | Rang    | Zeit          | Rang          | Zeit          | Rang          | Rang |
| ------------------------------------------------------- | ---------------- | ------------ | ------- | ------------- | ------------- | ------------- | ------------- | ---- |
| Männer                                                  |                  |              |         |               |               |               |               |      |
| Atsushi Yamamoto                                        | 100 m T42        | 12,87 s      | 5       | —             | —             | 12,84 s       | 7             | 7    |
| Keita Sato                                              | 100 m T44        | 11,77        | 7       | —             | —             | ausgeschieden | ausgeschieden | 14   |
| Tomoki Tagawa                                           | 100 m T47        | 11,30 s      | 4       | —             | —             | ausgeschieden | ausgeschieden | 9    |
| Hirokazu Ueyonabaru                                     | 100 m T52        | 19,35 s      | 6       | —             | —             | ausgeschieden | ausgeschieden | 11   |
| Yoshifumi Nagao                                         | 100 m T54        | 14,76 s      | 2       | —             | —             | 14,81 s       | 8             | 8    |
| Tomoki Sato                                             | 400 m T52        | 59,41 s      | 1       | —             | —             | 58,88 s       | 2             |      |
| Hirokazu Ueyonabaru                                     | 400 m T52        | 1:02,80 min  | 4       | —             | —             | 1:04,72 min   | 6             | 6    |
| Akikazu Noda                                            | 400 m T52        | 1:03,28 min  | 5       | —             | —             | ausgeschieden | ausgeschieden | 10   |
| Hitoshi Matsunaga                                       | 400 m T53        | 52,71 s      | 4       | —             | —             | ausgeschieden | ausgeschieden | 13   |
| Yoshifumi Nagao                                         | 400 m T54        | 48,85 s      | 3       | —             | —             | ausgeschieden | ausgeschieden | 10   |
| Hitoshi Matsunaga                                       | 800 m T53        | 1:44,67 min  | 7       | —             | —             | ausgeschieden | ausgeschieden | 12   |
| Masayuki Higuchi                                        | 800 m T54        | 1;38,77 min  | 4       | —             | —             | ausgeschieden | ausgeschieden | 16   |
| Shinya Wada Guide: Takashi Nakata                       | 1500 m T11       | 4:16,12 min  | 3       | —             | —             | 4:15,62 min   | 6             | 6    |
| Tomoki Sato                                             | 1500 m T52       | —            | —       | —             | —             | 3:41,70 min   | 2             |      |
| Hirokazu Ueyonabaru                                     | 1500 m T52       | —            | —       | —             | —             | 3:54,04 min   | 4             | 4    |
| Akikazu Noda                                            | 1500 m T52       | —            | —       | —             | —             | DSQ           | DSQ           | DSQ  |
| Masayuki Higuchi                                        | 1500 m T54       | 3:06,76 min  | 2       | —             | —             | 3:02,05 min   | 8             | 8    |
| Shinya Wada Guide: Takashi Nakata                       | 5000 m T11       | —            | —       | —             | —             | 16:02,97 min  | 6             | 6    |
| Masayuki Higuchi                                        | 5000 m T54       | 10:20,47 min | 4       | —             | —             | 11:02,54 min  | 4             | 4    |
| Kozo Kubo                                               | 5000 m T54       | 10;40,37 min | 6       | —             | —             | ausgeschieden | ausgeschieden | 14   |
| Masahiro Okamura                                        | Marathon T12     | —            | —       | —             | —             | 2:33:59 h     | 3             |      |
| Tadashi Horikoshi                                       | Marathon T12     | —            | —       | —             | —             | 2:36:50 h     | 4             | 4    |
| Shinya Wada                                             | Marathon T12     | —            | —       | —             | —             | 2:39:52 h     | 5             | 5    |
| Kota Hokinoue                                           | Marathon T54     | —            | —       | —             | —             | 1:30:11 h     | 7             | 7    |
| Masazumi Soejima                                        | Marathon T54     | —            | —       | —             | —             | 1:30,13 h     | 11            | 11   |
| Hiroyuki Yamamoto                                       | Marathon T54     | —            | —       | —             | —             | 1:30:14 h     | 12            | 12   |
| Kozo Kubo                                               | Marathon T54     | —            | —       | —             | —             | 1:46:31 h     | 18            | 18   |
| Tomoki Tagawa Atsushi Yamamoto Keita Sato Hajimu Ashida | 4 × 100 m T42-47 | —            | —       | —             | —             | 44,16 s       | 3             |      |
| Frauen                                                  |                  |              |         |               |               |               |               |      |
| Chiaki Takada Guide: Shigekazu Omori                    | 100 m T11        | 13,48 s      | 4       | ausgeschieden | ausgeschieden | ausgeschieden | ausgeschieden | 15   |
| Haruka Kitaura                                          | 100 m T34        | —            | —       | —             | —             | 20,23 s       | 7             | 7    |
| Yuka Takamatsu                                          | 100 m T38        | 14,3 s       | 6       | —             | —             | ausgeschieden | ausgeschieden | 11   |
| Kaede Maegawa                                           | 100 m T42        | 17,05 s      | 4       | —             | —             | 17,39 s       | 7             | 7    |
| Hitomi Onishi                                           | 100 m T42        | 17,24 s      | 4       | —             | —             | 17,51 s       | 8             | 8    |
| Saki Takakuwa                                           | 100 m T44        | 13,43 s      | 3       | —             | —             | 13,65 s       | 8             | 8    |
| Maya Nakanishi                                          | 100 m T44        | 14,40 s      | 5       | —             | —             | ausgeschieden | ausgeschieden | 16   |
| Sae Tsuji                                               | 100 m T47        | 13,10 s      | 5       | —             | —             | 13,30 s       | 7             | 7    |
| Yuka Kiyama                                             | 100 m T52        | —            | —       | —             | —             | 24,44 s       | 4             | 4    |
| Saki Takakuwa                                           | 200 m T44        | 28,77 s      | 5       | —             | —             | 28,88 s       | 7             | 7    |
| Sae Tsuji                                               | 200 m T47        | 27,99 s      | 3       | —             | —             | 27,97 s       | 7             | 7    |
| Haruka Kitaura                                          | 400 m T34        | —            | —       | —             | —             | 1:13,82 min   | 6             | 6    |
| Yuka Takamatsu                                          | 400 m T38        | —            | —       | —             | —             | 1:11,64 min   | 7             | 7    |
| Sae Tsuji                                               | 400 m T47        | 1:01,47 min  | 2       | —             | —             | 1:00,62 min   | 3             |      |
| Yuka Kiyama                                             | 400 m T52        | —            | —       | —             | —             | 1:21,87 min   | 4             | 4    |
| Kazumi Nakayama                                         | 400 m T53        | 59,45 s      | 5       | —             | —             | ausgeschieden | ausgeschieden | 9    |
| Kazumi Nakayama                                         | 800 m T53        | 1:55,89 min  | 5       | —             | —             | ausgeschieden | ausgeschieden | 10   |
| Sayaka Makita                                           | 1500 m T20       | —            | —       | —             | —             | 4:51,90 min   | 6             | 6    |
| Moeko Yamamoto                                          | 1500 m T20       | —            | —       | —             | —             | 5:01,99 min   | 7             | 7    |
| Kazumi Nakayama                                         | 1500 m T54       | 3:32,90 min  | 6       | —             | —             | ausgeschieden | ausgeschieden | 14   |
| Misato Michishita                                       | Marathon T12     | —            | —       | —             | —             | 3:06:52 h     | 2             |      |
| Hiroko Kondo                                            | Marathon T12     | 3:23:12 h    | 5       | 5             |               |               |               |      |
| Mihoko Nishijima                                        | Marathon T12     | —            | —       | —             | —             | DNF           | DNF           | DNF  |
| Wakako Tsuchida                                         | Marathon T54     | —            | —       | —             | —             | 1:38:45 h     | 4             | 4    |

Springen und Werfen
| Athleten         | Wettbewerb      | Finale | Finale | Rang |
| Athleten         | Wettbewerb      | Weite  | Rang   | Rang |
| ---------------- | --------------- | ------ | ------ | ---- |
| Männer           |                 |        |        |      |
| Mitsuo Yamaguchi | Weitsprung T20  | 5,98 m | 10     | 10   |
| Atsushi Yamamoto | Weitsprung T42  | 6,62 m | 2      |      |
| Hajimu Ashida    | Weitsprung T47  | 6,52 m | 12     | 12   |
| Toru Suzuki      | Hochsprung T44  | 1,95 m | 4      | 4    |
| Toshie Oi        | Kugelstoßen F53 | 6,48 m | 7      | 7    |
| Frauen           |                 |        |        |      |
| Chiaki Takada    | Weitsprung T11  | 4,45 m | 8      | 8    |
| Maya Nakanishi   | Weitsprung T44  | 5,42 m | 4      | 4    |
| Saki Takakuwa    | Weitsprung T44  | 4,95 m | 5      | 5    |

### Kanu
| Athleten     | Wettbewerb | Vorlauf      | Vorlauf | Halbfinale   | Halbfinale | Finale       | Finale | Rang |
| Athleten     | Wettbewerb | Zeit         | Rang    | Zeit         | Rang       | Zeit         | Rang   | Rang |
| ------------ | ---------- | ------------ | ------- | ------------ | ---------- | ------------ | ------ | ---- |
| Frauen       |            |              |         |              |            |              |        |      |
| Monika Seryu | KL1 200 m  | 1:10,129 min | 4       | 1:09,073 min | 4          | 1:09,193 min | 8      | 8    |

### Powerlifting (Bankdrücken)
| Athleten         | Wettbewerb | Ergebnis | Rang |
| ---------------- | ---------- | -------- | ---- |
| Männer           |            |          |      |
| Hiroshi Miura    | bis 49 kg  | 126 kg   | 5    |
| Tetsuo Nishizaki | bis 54 kg  | NVL      | NVL  |
| Hideki Odo       | bis 88 kg  | 160 kg   | 8    |

### Radsport

#### Straße
| Athleten                         | Wettbewerb           | Zeit         | Rang   |
| -------------------------------- | -------------------- | ------------ | ------ |
| Männer                           |                      |              |        |
| Shota Kawamoto                   | Einzelzeitfahren C2  | 32:25,97 min | 13     |
| Shota Kawamoto                   | Straßenrennen C1–2–3 | 2:26:46 h    | 31     |
| Masaki Fujita                    | Einzelzeitfahren C3  | 39:30,41 min | Silber |
| Masaki Fujita                    | Straßenrennen C1–2–3 | 1:51:48 h    | 13     |
| Masashi Ishii                    | Einzelzeitfahren C4  | 42:06,80 min | 11     |
| Masashi Ishii                    | Straßenrennen C4-5   | DNF          | DNF    |
| Frauen                           |                      |              |        |
| Yurie Kanuma Pilotin: Mai Tanaka | Einzelzeitfahren B   | 39:32,92 min | Silber |
| Yurie Kanuma Pilotin: Mai Tanaka | Straßenrennen B      | 2:07:23 h    | 10     |

#### Bahn
| Athleten                                   | Wettbewerb                    | Qualifikation | Qualifikation | Finals        | Finals        | Rang |
| Athleten                                   | Wettbewerb                    | Zeit          | Rang          | Gegner        | Zeit          | Rang |
| ------------------------------------------ | ----------------------------- | ------------- | ------------- | ------------- | ------------- | ---- |
| Männer                                     |                               |               |               |               |               |      |
| Shota Kawamoto                             | 3000 m Einerverfolgung C2     | 4:06,831 min  | 8             | ausgeschieden | ausgeschieden | 8    |
| Shota Kawamoto                             | 1000 m Einzelzeitfahren C1-3  | —             | —             | —             | 1:13,802 min  | 13   |
| Masaki Fujita                              | 3000 m Einerverfolgung C3     | 3:9,142 min   | 5             | ausgeschieden | ausgeschieden | 5    |
| Masaki Fujita                              | 1000 m Einzelzeitfahren C1-3  | —             | —             | —             | 1:13,180 min  | 11   |
| Masashi Ishii                              | 4000 m Einerverfolgung C4     | 4:59,224 min  | 8             | ausgeschieden | ausgeschieden | 8    |
| Masashi Ishii                              | 1000 m Einzelzeitfahren C4-C5 | —             | —             | —             | 1:04,437 min  | 6    |
| Frauen                                     |                               |               |               |               |               |      |
| Yurie Kanuma                               | 3000 m Einerverfolgung B      | 3:34,892 min  | 6             | ausgeschieden | ausgeschieden | 6    |
| Yurie Kanuma                               | 1000 m Einzelzeitfahren B     | —             | —             | —             | 1:1,075 min   | 5    |
| Mixed                                      |                               |               |               |               |               |      |
| Masaki Fujita Masashi Ishii Shota Kawamoto | 750 m Teamsprint C1-5         | —             | —             | —             | DNF           | DNF  |

### Reiten
| Athleten                     | Wettbewerb(e)            | Punkte/Prozent | Rang |
| ---------------------------- | ------------------------ | -------------- | ---- |
| Mitsuhide Miyaji mit Bandero | Individual Test-Grade Ib | 58,966 %       | 11   |

### Rudern
| Athleten                      | Wettbewerb           | Vorlauf    | Vorlauf | Hoffnungslauf | Hoffnungslauf | Finale     | Finale | Rang |
| Athleten                      | Wettbewerb           | Zeit (min) | Rang    | Zeit (min)    | Rang          | Zeit (min) | Rang   | Rang |
| ----------------------------- | -------------------- | ---------- | ------- | ------------- | ------------- | ---------- | ------ | ---- |
| Mixed                         |                      |            |         |               |               |            |        |      |
| Shigeru Komazaki Rie Ariyoshi | Doppelzweier Tamix2x | 4:51,28    | 6       | 4:52,37       | 4             | 4:46,81    | 6 (B)  | 12   |

### Rollstuhlbasketball
| Wettbewerb       | Männer |
| ---------------- | --- |
| Athleten         | Shingo Fujii Reo Fujimoto Hiroaki Kozai Tetsuya Miyajima Akira Toyoshima Renshi Chokai Daisuke Tsuchiko Kiyoshi Fujisawa Mitsugu Chiwaki Naohiro Murakami Takenori Ishikawa Hiroyuki Nagata |
| Gruppenphase     | Türkei (49:65) Spanien (39:55) Niederlande (59:67) Kanada (76:45) Australien (55:68) |
| Spiel um Platz 9 | Iran (65:52) |
| Rang             | 9 |

### Rollstuhlrugby
| Wettbewerb       | Mixed |
| ---------------- | --- |
| Athleten         | Daisuke Ikezaki Kazuhiko Kanno Kotaro Kishi Shin Nakazato Shinichi Shimakawa Takeshi Shoji Hidefumi Wakayama Masayuki Haga Yukinobu Ike Tomoaki Imai Seiya Norimatsu Takahisa Yamaguchi |
| Gruppenphase     | Schweden (50:46) Frankreich (57:52) Vereinigte Staaten (56:57) |
| Halbfinale       | Australien (57:63) |
| Spiel um Platz 3 | Kanada (52:50) |
| Rang             | Bronze |

### Rollstuhltennis
| Athleten                     | Wettb. | 1. Runde        | 1. Runde | 2. Runde     | 2. Runde | Achtelfinale                 | Achtelfinale  | Viertelfinale                   | Viertelfinale | Halbfinale                  | Halbfinale    | Finale / Platz 3              | Finale / Platz 3 | Rang |
| Athleten                     | Wettb. | Gegner          | Ergebnis | Gegner       | Ergebnis | Gegner                       | Ergebnis      | Gegner                          | Ergebnis      | Gegner                      | Ergebnis      | Gegner                        | Ergebnis         | Rang |
| ---------------------------- | ------ | --------------- | -------- | ------------ | -------- | ---------------------------- | ------------- | ------------------------------- | ------------- | --------------------------- | ------------- | ----------------------------- | ---------------- | ---- |
| Männer                       |        |                 |          |              |          |                              |               |                                 |               |                             |               |                               |                  |      |
| Shingo Kunieda               | Einzel | —               | —        | D. Rodrigues | 6:2, 6:1 | Dong S.                      | 6:1, 6:4      | J. Gerard                       | 3:6, 3:6      | ausgeschieden               | ausgeschieden | ausgeschieden                 | ausgeschieden    | 5    |
| Takuya Miki                  | Einzel | —               | —        | E. Maripa    | 7:6, 7:5 | M. Scheffers                 | 4:6, 7:5, 6:4 | S. Houdet                       | 4:6, 2:6      | ausgeschieden               | ausgeschieden | ausgeschieden                 | ausgeschieden    | 5    |
| Satoshi Saida                | Einzel | A. Berdichevsky | 6:1, 6:2 | A. Kellerman | 5:7, 1:6 | ausgeschieden                | ausgeschieden | ausgeschieden                   | ausgeschieden | ausgeschieden               | ausgeschieden | ausgeschieden                 | ausgeschieden    | 17   |
| Takashi Sanada               | Einzel | —               | —        | K. Fabisiak  | 6:0, 6:1 | S. Olsson                    | 2:6, 6:7      | ausgeschieden                   | ausgeschieden | ausgeschieden               | ausgeschieden | ausgeschieden                 | ausgeschieden    | 9    |
| Shingo Kunieda Satoshi Saida | Doppel | —               | —        | —            | —        | Österreich Legner, Langmann  | 6:2, 6:0      | Frankreich Cattaneo, Jeremiasz  | 1:6, 6:3, 7:6 | Großbritannien Reid, Hewett | 2:6, 4:6      | Japan Miki, Sanada            | 6:3:, 6:4        |      |
| Takuya Miki Takashi Sanada   | Doppel | —               | —        | —            | —        | Polen Fabisiak, Kruszelnicki | 6:2, 6:2      | Niederlande Egberink, Scheffers | 6:1, 3:6, 6:4 | Frankreich Houdet, Peifer   | 2:6, 5:7      | Japan Kunieda, Saida          | 3:6, 4:6         | 4    |
| Frauen                       |        |                 |          |              |          |                              |               |                                 |               |                             |               |                               |                  |      |
| Kanako Domori                | Einzel | —               | —        | D. de Groot  | 1:6, 3:6 | ausgeschieden                | ausgeschieden | ausgeschieden                   | ausgeschieden | ausgeschieden               | ausgeschieden | ausgeschieden                 | ausgeschieden    | 17   |
| Yui Kamiji                   | Einzel | —               | —        | R. Candida   | 6:0, 6:0 | M. Cabrillana                | 6:1, 6:1      | M. Buis                         | 6:2, 6:0      | A. van Koot                 | 3:6, 6:4, 5:7 | D. de Groot                   | 6:3, 6:3         |      |
| Miho Nijo                    | Einzel | —               | —        | K. Montjane  | 2:6, 1:6 | ausgeschieden                | ausgeschieden | ausgeschieden                   | ausgeschieden | ausgeschieden               | ausgeschieden | ausgeschieden                 | ausgeschieden    | 17   |
| Yui Kamiji Miho Nijo         | Doppel | —               | —        | —            | —        | —                            | —             | China Zhu, Huang                | 6:3, 6:0      | Niederlande Buis, de Groot  | 4:6, 7:5, 5:7 | Großbritannien Shuker, Whiley | 3:6, 6:0, 1:6    | 4    |
| Quadriplegiker               |        |                 |          |              |          |                              |               |                                 |               |                             |               |                               |                  |      |
| Shota Kawano                 | Einzel | —               | —        | —            | —        | L. Sithole                   | 1:6, 2:6      | ausgeschieden                   | ausgeschieden | ausgeschieden               | ausgeschieden | ausgeschieden                 | ausgeschieden    | 9    |
| M. Moroishi                  | Einzel | —               | —        | —            | —        | R. Oliveira                  | 6:1, 6:0      | D. Wagner                       | 2:6, 2:6      | ausgeschieden               | ausgeschieden | ausgeschieden                 | ausgeschieden    | 5    |
| Shota Kawano M. Moroishi     | Doppel | —               | —        | —            | —        | —                            | —             | Australien Alcott, Davidson     | 1:6, 4:6      | ausgeschieden               | ausgeschieden | ausgeschieden                 | ausgeschieden    | 5    |

### Schießen
| Athleten   | Wettbewerb                  | Qualifikation   | Qualifikation | Finale          | Finale        | Rang |
| Athleten   | Wettbewerb                  | Ringe/ Scheiben | Rang          | Ringe/ Scheiben | Rang          | Rang |
| ---------- | --------------------------- | --------------- | ------------- | --------------- | ------------- | ---- |
| Mixed      |                             |                 |               |                 |               |      |
| Akiko Sega | 10 m Luftgewehr liegend SH2 | 628,8           | 20            | ausgeschieden   | ausgeschieden | 20   |

### Schwimmen
| Athleten                                           | Wettbewerb               | Vorlauf     | Vorlauf | Finale        | Finale        | Rang   |
| Athleten                                           | Wettbewerb               | Zeit        | Rang    | Zeit          | Rang          | Rang   |
| -------------------------------------------------- | ------------------------ | ----------- | ------- | ------------- | ------------- | ------ |
| Männer                                             |                          |             |         |               |               |        |
| Takuya Tsugawa                                     | 100 m Rücken S14         | 1:03,49 min | 4       | 1:03,42 min   | 3             | Bronze |
| Takuya Tsugawa                                     | 200 m Lagen SM14         | 2:18,45 min | 5       | 2:18,03 min   | 5             | 5      |
| Takayuki Suzuki                                    | 50 m Brust SB3           | 49,71 s     | 2       | 49,96 s       | 4             | 4      |
| Takayuki Suzuki                                    | 100 m Freistil S5        | 1:24,76 min | 11      | ausgeschieden | ausgeschieden | 11     |
| Takayuki Suzuki                                    | 200 m Freistil S5        | 2:58,74 min | 9       | ausgeschieden | ausgeschieden | 9      |
| Takayuki Suzuki                                    | 150 m Lagen SM4          | 2:43,15 min | 5       | 2:38,71 min   | 4             | 4      |
| Tomotaro Nakamura                                  | 100 m Brust SB7          | 1:21,97 min | 5       | 1:23,46 min   | 7             | 7      |
| Keiichi Kimura                                     | 100 m Brust SB11         | 1:15,05 min | 2       | 1:12,88 min   | 3             | Bronze |
| Keiichi Kimura                                     | 100 m Schmetterling S11  | —           | —       | 1:02,43 min   | 2             | Silber |
| Keiichi Kimura                                     | 50 m Freistil S11        | 26,99 s     | 4       | 26,52 s       | 2             | Silber |
| Keiichi Kimura                                     | 100 m Freistil S11       | 1:02,85 min | 7       | 59,63 s       | 3             | Bronze |
| Keiichi Kimura                                     | 200 m Lagen SM11         | 2:36,31 min | 6       | 2:28,76 min   | 4             | 4      |
| Yasuhiro Tanaka                                    | 100 m Brust SB14         | 1:08,65 min | 4       | 1:07 82 min   | 4             | 4      |
| Yasuhiro Tanaka                                    | 200 m Lagen SM14         | 2:20,41 min | 9       | ausgeschieden | ausgeschieden | 9      |
| Taiga Hayashida                                    | 100 m Brust SB14         | 1:10,70 min | 6       | 1:11,26 min   | 7             | 7      |
| Shinichi Hirota                                    | 100 m Brust SB14         | 1:11,92 min | 10      | ausgeschieden | ausgeschieden | 10     |
| Kyosuke Oyama                                      | 50 m Schmetterling S6    | 33,06 s     | 6       | 31,98 s       | 5             | 5      |
| Kyosuke Oyama                                      | 50 m Freistil S6         | 33,99 s     | 17      | ausgeschieden | ausgeschieden | 17     |
| Takuro Yamada                                      | 100 m Schmetterling S9   | 1:06,07 min | 12      | ausgeschieden | ausgeschieden | 12     |
| Takuro Yamada                                      | 50 m Freistil S9         | 26,20 s     | 4       | 26,00 s       | 3             | Bronze |
| Takuro Yamada                                      | 100 m Freistil S9        | 57,84 s     | 8       | 57,69 s       | 8             | 8      |
| Takuro Yamada                                      | 400 m Freistil S9        | 4:37,28 min | 12      | ausgeschieden | ausgeschieden | 12     |
| Keichi Nakajima                                    | 200 m Freistil S14       | 2:00,38 min | 6       | 2:00,61 min   | 6             | 6      |
| Keichi Nakajima                                    | 200 m Lagen SM14         | 2:16,00 min | 2       | 2:15,46 min   | 3             | Bronze |
| Koki Sakakura                                      | 200 m Freistil S14       | 2:01,44 min | 11      | ausgeschieden | ausgeschieden | 11     |
| Satoru Miyazaki                                    | 200 m Freistil S14       | 2:01,39 min | 10      | ausgeschieden | ausgeschieden | 10     |
| Frauen                                             |                          |             |         |               |               |        |
| Mayumi Narita                                      | 50 m Rücken S5           | 46,74 s     | 3       | 47,63 s       | 5             | 5      |
| Mayumi Narita                                      | 100 m Brust SB4          | 2:11,33 min | 10      | ausgeschieden | ausgeschieden | 10     |
| Mayumi Narita                                      | 50 m Freistil S5         | 39,68 s     | 4       | 39,23 s       | 5             | 5      |
| Mayumi Narita                                      | 100 m Freistil S5        | 1:26,91 min | 7       | 1:26,39 min   | 7             | 7      |
| Mei Ichinose                                       | 100 m Rücken S9          | 1:20,76 min | 13      | ausgeschieden | ausgeschieden | 13     |
| Mei Ichinose                                       | 100 m Brust SB9          | 1:27,15 min | 9       | ausgeschieden | ausgeschieden | 9      |
| Mei Ichinose                                       | 100 m Schmetterling S9   | 1:15,63 min | 14      | ausgeschieden | ausgeschieden | 14     |
| Mei Ichinose                                       | 50 m Freistil S9         | 31,22 s     | 14      | ausgeschieden | ausgeschieden | 14     |
| Mei Ichinose                                       | 100 m Freistil S9        | 1:08,77 min | 18      | ausgeschieden | ausgeschieden | 18     |
| Mei Ichinose                                       | 200 m Lagen SM9          | 2:44,33 min | 13      | ausgeschieden | ausgeschieden | 13     |
| Airi Ike                                           | 100 m Rücken S10         | 1:15,33 min | 12      | ausgeschieden | ausgeschieden | 12     |
| Airi Ike                                           | 100 m Brust SB9          | 1:27,47 min | 10      | ausgeschieden | ausgeschieden | 10     |
| Airi Ike                                           | 100 m Schmetterling S10  | 1:13,81 min | 10      | ausgeschieden | ausgeschieden | 10     |
| Airi Ike                                           | 50 m Freistil S10        | 31,04 s     | 19      | ausgeschieden | ausgeschieden | 19     |
| Airi Ike                                           | 100 m Freistil S10       | 1:06,30 min | 15      | ausgeschieden | ausgeschieden | 15     |
| Chikako Ono                                        | 100 m Rücken S11         | 1:25,36 min | 8       | 1:25,40 min   | 8             | 8      |
| Chikako Ono                                        | 50 m Freistil S11        | 36,71 s     | 17      | ausgeschieden | ausgeschieden | 17     |
| Chikako Ono                                        | 100 m Freistil S11       | 1:16,45 min | 11      | ausgeschieden | ausgeschieden | 11     |
| Chikako Ono                                        | 400 m Freistil S11       | 5:57,78 min | 12      | ausgeschieden | ausgeschieden | 12     |
| Naomi Ikinaga                                      | 100 m Rücken S11         | 1:35,66 min | 15      | ausgeschieden | ausgeschieden | 15     |
| Naomi Ikinaga                                      | 50 m Freistil S11        | 35,43 s     | 13      | ausgeschieden | ausgeschieden | 13     |
| Naomi Ikinaga                                      | 100 m Freistil S11       | 1:20,85 min | 14      | ausgeschieden | ausgeschieden | 14     |
| Akari Kasamoto                                     | 100 m Rücken S13         | 1:17,98 min | 11      | ausgeschieden | ausgeschieden | 11     |
| Akari Kasamoto                                     | 50 m Freistil S13        | 31,86 s     | 20      | ausgeschieden | ausgeschieden | 20     |
| Akari Kasamoto                                     | 200 m Lagen SM13         | 2:56,20 min | 17      | ausgeschieden | ausgeschieden | 17     |
| Yuki Morishita                                     | 100 m Schmetterling S9   | 1:11,72 min | 10      | ausgeschieden | ausgeschieden | 10     |
| Yuki Morishita                                     | 50 m Freistil S9         | 32,03 s     | 19      | ausgeschieden | ausgeschieden | 19     |
| Yuki Morishita                                     | 100 m Freistil S9        | 1:08,38 min | 17      | ausgeschieden | ausgeschieden | 17     |
| Yuki Morishita                                     | 400 m Freistil S9        | 5:28,86 min | 16      | ausgeschieden | ausgeschieden | 16     |
| Yuki Morishita                                     | 200 m Lagen SM9          | 2:48,15 min | 16      | ausgeschieden | ausgeschieden | 16     |
| Mayumi Narita Yuki Morishita Mei Ichinose Airi Ike | 4 × 100 m Freistil 34 pt | —           | —       | 4:48,27 min   | 6             | 6      |
| Mayumi Narita Yuki Morishita Mei Ichinose Airi Ike | 4 × 100 m Lagen 34 pt    | —           | —       | 5:21,68 min   | 7             | 7      |

### Triathlon
| Athleten      | Klasse | Zeit      | Rang |
| ------------- | ------ | --------- | ---- |
| Männer        |        |           |      |
| Jumpei Kimura | PT1    | 1:13:42 h | 10   |
| Keiichi Sato  | PT4    | 1:09:13 h | 11   |
| Frauen        |        |           |      |
| Yukako Hata   | PT2    | 1:33:21 h | 6    |
| Atsuko Yamada | PT5    | 1:22:46 h | 9    |

### Tischtennis
| Athleten         | Wettbewerb | Gruppenphase    | Gruppenphase | Achtelfinale  | Achtelfinale  | Viertelfinale | Viertelfinale | Halbfinale    | Halbfinale    | Finale        | Finale        | Rang |
| Athleten         | Wettbewerb | Gegner          | Erg.         | Gegner        | Erg.          | Gegner        | Erg.          | Gegner        | Erg.          | Gegner        | Erg.          | Rang |
| ---------------- | ---------- | --------------- | ------------ | ------------- | ------------- | ------------- | ------------- | ------------- | ------------- | ------------- | ------------- | ---- |
| Männer           |            |                 |              |               |               |               |               |               |               |               |               |      |
| Shinichi Yoshida | Einzel C3  | Zhao P.         | 0:3          | ausgeschieden | ausgeschieden | ausgeschieden | ausgeschieden | ausgeschieden | ausgeschieden | ausgeschieden | ausgeschieden | 17   |
| Shinichi Yoshida | Einzel C3  | J. Gürtler      | 1:3          | ausgeschieden | ausgeschieden | ausgeschieden | ausgeschieden | ausgeschieden | ausgeschieden | ausgeschieden | ausgeschieden | 17   |
| Koyo Iwabuchi    | Einzel C9  | L. Devos        | 0:3          | ausgeschieden | ausgeschieden | ausgeschieden | ausgeschieden | ausgeschieden | ausgeschieden | ausgeschieden | ausgeschieden | 11   |
| Koyo Iwabuchi    | Einzel C9  | Y. Shchepanskyy | 0:3          | ausgeschieden | ausgeschieden | ausgeschieden | ausgeschieden | ausgeschieden | ausgeschieden | ausgeschieden | ausgeschieden | 11   |
| Takeshi Takemori | Einzel C11 | F. van Acker    | 1:3          | —             | —             | ausgeschieden | ausgeschieden | ausgeschieden | ausgeschieden | ausgeschieden | ausgeschieden | 9    |
| Takeshi Takemori | Einzel C11 | Son B.          | 1:3          | —             | —             | ausgeschieden | ausgeschieden | ausgeschieden | ausgeschieden | ausgeschieden | ausgeschieden | 9    |
| Frauen           |            |                 |              |               |               |               |               |               |               |               |               |      |
| Kimie Bessho     | Einzel C5  | Zhang B.        | 0:3          | —             | —             | Jung Young-a  | 0:3           | ausgeschieden | ausgeschieden | ausgeschieden | ausgeschieden | 5    |
| Kimie Bessho     | Einzel C5  | Wong Pui Yi     | 3:0          | —             | —             | Jung Young-a  | 0:3           | ausgeschieden | ausgeschieden | ausgeschieden | ausgeschieden | 5    |
| Maki Ito         | Einzel C11 | K. Siemieniecka | 0:3          | —             | —             | —             | —             | ausgeschieden | ausgeschieden | ausgeschieden | ausgeschieden | 5    |
| Maki Ito         | Einzel C11 | Ng Mui Wui      | 1:3          | —             | —             | —             | —             | ausgeschieden | ausgeschieden | ausgeschieden | ausgeschieden | 5    |